# Hein van Nievelt
Robert Hein (Hein) van Nievelt (Batavia, 2 juli 1942 – Hilversum, 5 november 2022) was een Nederlands omroeper, presentator, redacteur en regisseur, die werkzaam was van 1969 tot en met 1999. Naast omroeper voor de TROS presenteerde hij onder meer de programma's Kieskeurig, TROS Aktua en Voetbal Plus.

## Loopbaan
Van Nievelt werd in een jappenkamp in voormalig Nederlands-Indië geboren, maar na de oorlog verhuisde hij met zijn ouders naar Voorburg in  Nederland. Na zijn schooltijd werkte hij eerst drie jaar voor een reisbureau. Daarna kwam hij in dienst bij de Wereldomroep. Na 3,5 jaar wilde hij wat anders en solliciteerde hij bij de TROS. Daar waren op dat moment geen vacatures, maar toen een half jaar later beide omroepsters in verwachting waren, kon hij alsnog als omroeper aan de slag, wat hij zeven jaar bleef.
Daarna was Van Nievelt een aantal jaren werkzaam bij het actualiteitenprogramma TROS Aktua en hij eindigde zijn televisieloopbaan bij het consumentenprogramma Kieskeurig. Toen dat programma in 1993 verdween, was hij nog enkele jaren werkzaam achter de schermen, maar in 1999 stopte hij met zijn televisiewerk.
Op 5 november 2022 overleed Van Nievelt op 80-jarige leeftijd. Hij is begraven in Wassenaar.